# Замельничье
Замельничье — деревня в Псковском районе Псковской области. Входит в состав Серёдкинской волости. 
Расположена в 29 километрах к северу от Пскова и в 5 км к северо-западу от деревни Верхолино.

## Население
| 2001 | 2002 | 2010 |
| ---- | ---- | ---- |
| 32   | ↘28  | ↘18  |

## История
До 1 января 2010 года деревня входила в состав ныне упразднённой Верхолинской волости.

## Топографические карты
- Лист карты O-35-XVII Новоселье. Масштаб: 1 : 200 000. Издание 1980 г.